# أنتيغو
أنتيغو (ويسكونسن) (بالإنجليزية: Antigo, Wisconsin)‏ هي بلدة، fourth-class city و مقر المقاطعة تقع في الولايات المتحدة في مقاطعة لانغلاد (ويسكونسن). يقدر عدد سكانها بـ 8,234 نسمة ومساحتها 17.09 كم2 وترتفع عن سطح البحر 457.21 متر.

## التركيبة السكانية
قام مكتب تعداد الولايات المتحدة بتحديد بيانات التركيبة السكانية لأنتيغوفي تعداد الولايات المتحدة. في ما يلي، التركيبة السكانية حسب تعدادي 2000 و2010.

### تعداد عام 2000
بلغ عدد سكان أنتيغو 8,560 نسمة بحسب تعداد عام 2000، وبلغ عدد الأسر 3,630 أسرة وعدد العائلات 2,221 عائلة مقيمة في المدينة. في حين سجلت الكثافة السكانية 1,328.7 نسمة لكل ميل مربع (513.0/كم2). وبلغ عدد الوحدات السكنية 3,938 وحدة بمتوسط كثافة قدره 611.3 نسمة لكل ميل مربع (236.0/كم2).
وتوزع التركيب العرقي للمدينة بنسبة 97.27% من البيض و 0.86% من الأمريكيين الأصليين و 0.29% من الأمريكيين ذوي الأصول الآسيوية و 0.01% من سكان جزر المحيط الهادئ و 0.30% من الأمريكيين الأفارقة و 0.95% من عرقين مختلطين أو أكثر.
بلغ عدد الأسر 3,630 أسرة كانت نسبة 29.3% منها لديها أطفال تحت سن الثامنة عشر تعيش معهم، وبلغت نسبة الأزواج القاطنين مع بعضهم البعض 46.0% من أصل المجموع الكلي للأسر، ونسبة 11.7% من الأسر كان لديها معيلات من الإناث دون وجود شريك، وكانت نسبة 38.8% من غير العائلات. تألفت نسبة 34.1% من أصل جميع الأسر من أفراد ونسبة 18.1% كانوا يعيش معهم شخص وحيد يبلغ من العمر 65 عاماً فما فوق. وبلغ متوسط حجم الأسرة المعيشية 2.93، أما متوسط حجم العائلات فبلغ 2.29.
بلغ العمر الوسطي للسكان 39 عاماً. وكانت نسبة 24.6% من القاطنين تحت سن الثامنة عشر، وكانت نسبة 8.2% بين الثامنة عشر والأربعة وعشرون عاماً، ونسبة 25.7% كانت واقعةً في الفئة العمرية ما بين الخامسة والعشرون حتى والأربعة وأربعون عاماً، ونسبة 20.4% كانت ما بين الخامسة والأربعون حتى الرابعة والستون، ونسبة 21.2% كانت ضمن فئة الخامسة والستون عاماً فما فوق. يوجد لكل 100 أنثى 89.0 ذكر، ويوجد لكل 100 أنثى في الثامنة عشر من عمرها فما فوق 83.5 ذكر.
بلغ متوسط دخل الأسرة في المدينة 29,548 دولار، أما متوسط دخل العائلة فبلغ 40,883 دولار. وكان متوسط دخل الذكور 29,932 دولار مقابل 20,156 دولار للإناث. وسجل دخل الفرد الخاص بالمدينة 16,592 دولار. وكانت نسبة 10.2% من العائلات ونسبة 13.2% من السكان تحت خط الفقر، وكان من هؤلاء نسبة 15.8% تحت سن الثامنة عشر ونسبة 12.2% في الخامسة والستين من العمر وما فوق.

### تعداد عام 2010
بلغ عدد سكان أنتيغو 8,234 نسمة بحسب تعداد عام 2010، وبلغ عدد الأسر 3,613 أسرة وعدد العائلات 2,049 عائلة مقيمة في المدينة. في حين سجلت الكثافة السكانية 1,259.0 نسمة لكل ميل مربع (486.1/كم2). وبلغ عدد الوحدات السكنية 3,972 وحدة بمتوسط كثافة قدره 607.3 لكل ميل مربع (234.5/كم2).
وتوزع التركيب العرقي للمدينة بنسبة 95.1% من البيض و 1.4% من الأمريكيين الأصليين و 0.4% من الأمريكيين ذوي الأصول الآسيوية و 0.5% من الأمريكيين الأفارقة و 1.7% من عرقين مختلطين أو أكثر.
بلغ عدد الأسر 3,613 أسرة كانت نسبة 28.5% منها لديها أطفال تحت سن الثامنة عشر تعيش معهم، وبلغت نسبة الأزواج القاطنين مع بعضهم البعض 39.3% من أصل المجموع الكلي للأسر، ونسبة 12.6% من الأسر كان لديها معيلات من الإناث دون وجود شريك، بينما كانت نسبة 4.8% من الأسر لديها معيلون من الذكور دون وجود شريكة وكانت نسبة 43.3% من غير العائلات. تألفت نسبة 37.1% من أصل جميع الأسر من أفراد ونسبة 17.1% كانوا يعيش معهم شخص وحيد يبلغ من العمر 65 عاماً فما فوق. وبلغ متوسط حجم الأسرة المعيشية 2.88، أما متوسط حجم العائلات فبلغ 2.21.
بلغ العمر الوسطي للسكان 40.6 عاماً. وكانت نسبة 23.5% من القاطنين تحت سن الثامنة عشر، وكانت نسبة 8.2% بين الثامنة عشر والأربعة وعشرون عاماً، ونسبة 23% كانت واقعةً في الفئة العمرية ما بين الخامسة والعشرون حتى والأربعة وأربعون عاماً، ونسبة 26.2% كانت ما بين الخامسة والأربعون حتى الرابعة والستون، ونسبة 19.1% كانت ضمن فئة الخامسة والستون عاماً فما فوق. وتوزع التركيب الجنسي للسكان بنسبة 47.9% ذكور و52.1% إناث.